# Совейко, Роберт Никодимович
Роберт Никодимович Совейко (30 июля 1937, Ленинград — 21 октября 1973, там же) — советский футболист, защитник. Мастер спорта.
Бо́льшую часть карьеры в 1956—1966 годах провёл в ленинградском «Зените», в 1958 году сыграл 5 матчей за «Адмиралтеец». Капитан «Зенита» в 1961 году.
С 1967 по начало 1970 года отыграл в «Судостроителе» Николаев (126 матчей в первенстве и 13 матчей в кубке СССР), затем вернулся в Ленинград, где тренировал в ДЮСШ «Смена».
Скоропостижно скончался 21 октября 1973 года.